# 2664 Everhart
2664 Everhart eller 1934 RR är en asteroid i huvudbältet, som upptäcktes 7 september 1934 av den tyske astronomen Karl Wilhelm Reinmuth i Heidelberg. Den har fått sitt namn efter Edgar Everhart.
Asteroiden har en diameter på ungefär 11 kilometer.